# Gare de Bordighera
La gare de Bordighera (en italien : Stazione di Bordighera) est un gare ferroviaire italienne située à Bordighera, dans la province d'Imperia, en Ligurie. C'est une gare de la Trenitalia.

## Situation ferroviaire
La gare est située au point kilométrique (PK) 142,556 de la ligne de Gênes à Vintimille entre les gares ouvertes de Vallecrosia et Sanremo. Avant 2001, la gare était située entre Vallecrosia et Ospedaletti Ligure.
La gare dispose de deux voies en service. Une troisième voie, auparavant utilisée, a été démantelée et transformée en promenade au bord de la mer, dite promenade « Argentine ». L'ancien entrepôt et le triage de fret ont été transformés en marché aux fruits et légumes, et la place en parking et stand d'autobus.

## Histoire
La gare a été inaugurée le 25 janvier 1872 à l'occasion de l'ouverture du tronçon Savone - Vintimille de la ligne de Gênes à Vintimille.
À partir de 1901, le tramway entre Vintimille et Bordighera passe sur la via Vittorio Emanuele, rue adjacente. En 1936, il cède sa place au réseau de trolleybus qui dessert toujours la ville.

## Service des voyageurs

### Accueil
La gare dispose d'un bâtiment voyageurs, de guichets automatiques pour la vente de billets et de guichets. La gare accueille aussi un café.

### Dessertes
La gare est desservie par des trains régionaux de la Trenitalia, en coopération avec la région de Ligurie, et des trains « express » assurant des liaisons longue-distance de la Trenitalia.

### Intermodalité
Une correspondance avec le réseau de bus local est possible grâce à un arrêt de bus à proximité. La gare dispose d'une station de taxi et d'un parking.